# Corporación Unida de Motores

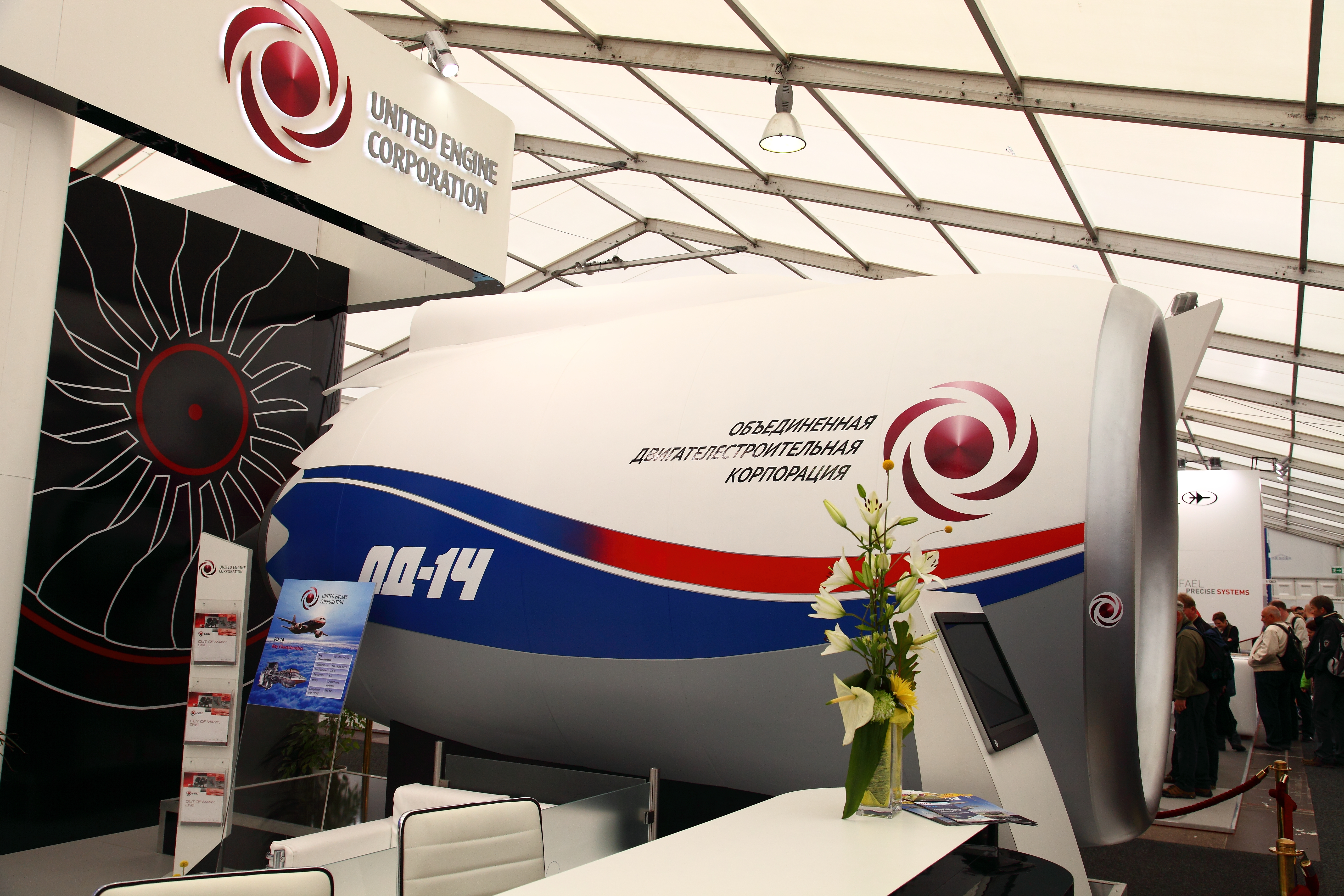
Vista de un motor Aviadvigatel PD-14

JSC Corporación Unida de Motores(en idioma ruso: Объединённая двигателестроительная корпорация) (en inglés:United Engine Corporation (UEC)) es una empresa estatal rusa responsable de la producción de motores para programas de exploración espacial y de aviación civil y militar. Fabrica turbinas de energía para la generación de electricidad y calor, unidades compresoras de gas y turbinas de gas marinas.
UEC ha creado una nueva versión del motor de aviación Aviadvigatel PD-14 para el avión Irkut MC-21 de próxima generación, así como un motor militar de próxima generación para el avión de combate de quinta generación, motores de helicóptero, etc. La compañía también ha diseñado y presentado el mercado nuevas unidades de turbinas de gas con una capacidad de 60-110 MW.
En comparación con otras empresas del grupo Rostec, la situación financiera de United Engine Corporation se describe como "bastante inestable", debido a la considerable cantidad de deuda contraída para financiar la compra de activos.

## Historia
Después de la caída de la Unión Soviética la Corporación Unida de Motores fue fundada el año 2008 por el presidente Vladímir Putin y es controlada por Rostec y el Gobierno de Rusía.
UEC es una empresa integrada verticalmente que produce motores para la aviación militar y civil, programas comerciales, equipos de diversas potencias para generar energía eléctrica y térmica, sistemas de bombeo de gas y turbinas de gas marinas. UEC une más del 85% de los activos de la industria y es una empresa subsidiaria de OPK (United Industrial Corporation) OBORONPROM. 
En 2003 UEC adquirió Aviadvigatel la subsidiaria de Perm Engines y se fusionó como Perm Motors
NPO Saturn junto con el Snecma creó el PowerJet SaM146 con una participación joint venture del 50%.

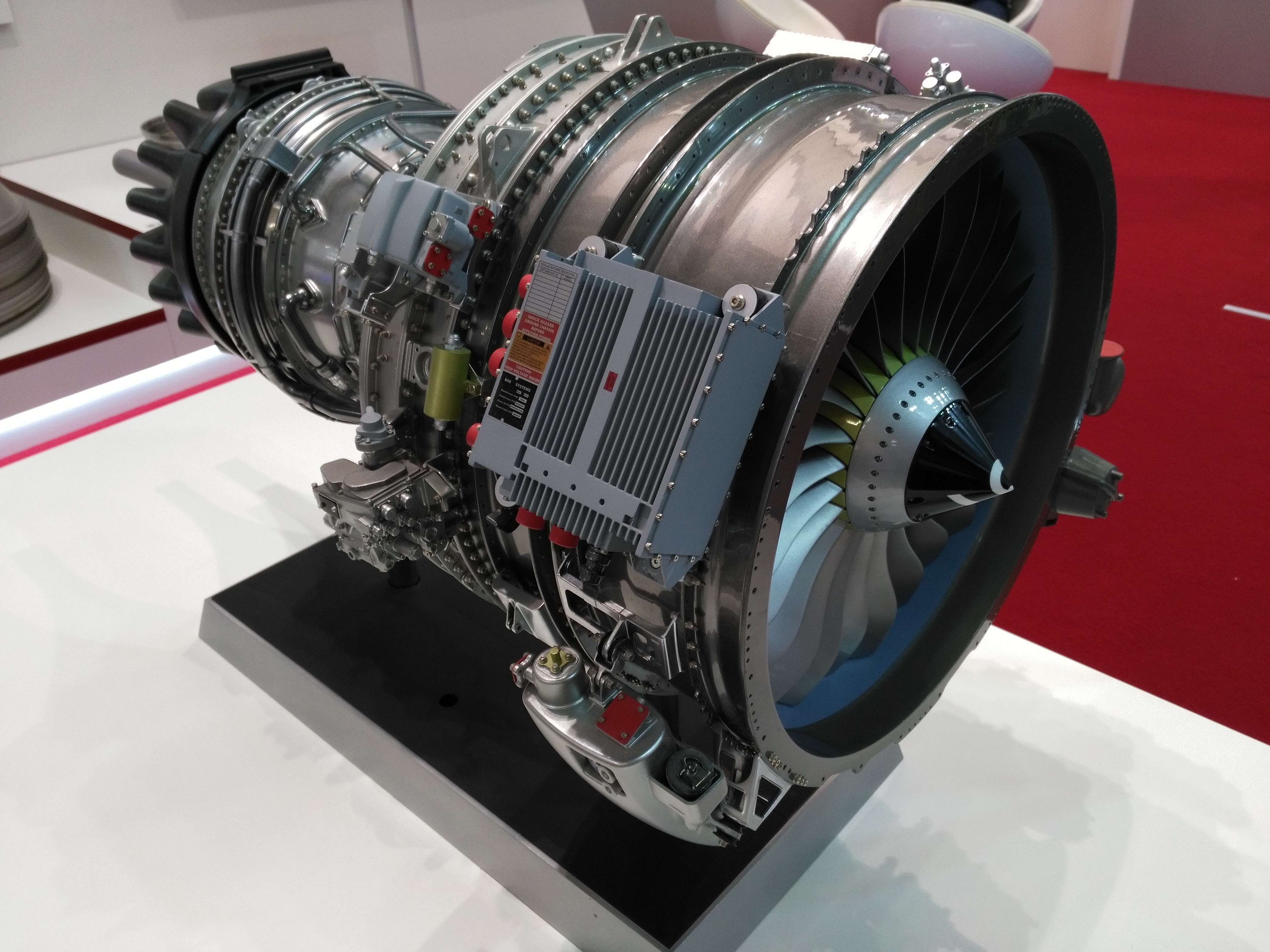
Vista de un motor UEC-Perm Motors

### PD-14
En diciembre de 2009, el UEC-Aviadvigatel PD-14 fue desarrollado por Aviadvigatel (Actualmente:UEC-Perm Motors) para ser un 15% más eficiente que su predecesor PS-90A2 para ser instalado en el MS-21 y el Ilyushin Il-276.
Desarrollado a partir del PS-12 (un PS-90A mejorado), el motor de empuje de 122-153 kN (27,500-34,500 lbf) está diseñado por Aviadvigatel y fabricado por Perm Engine Company. El turbofan de dos ejes tiene un núcleo de alta presión del PS-12 con un compresor de ocho etapas y una turbina de dos etapas, y cuatro etapas de baja presión. El motor de alto baipás no emplea un mezclador de escape, el consumo de combustible debe reducirse en un 10-15% del CFM International CFM56 y podría alimentar un Tupolev Tu-204 mejorado.

### PD-35
Lanzado en el verano de 2016 por United Engine Corporation a través de Aviadvigatel y NPO Saturn, el empuje PD-35 de 35 tf (77,000 lbf) se desarrollará hasta 2023 por 180 mil millones de rublos ($ 3 mil millones), incluidos 60 mil millones para bancos de prueba y equipos de laboratorio para impulsar futuros aviones de fuselaje ancho, incluido el CRAIC CR929 ruso-chino. El motor de 8 m (26 pies) de largo pesará 8 t (18.000 lb), su ventilador tendrá 3,1 m (10 pies) de diámetro y su núcleo PD-14 ampliado tendrá un compresor de alta presión de nueve etapas y dos -Etapa de turbina.
El 19 de enero de 2018, el gobierno ruso otorgó a UEC-Aviadvigatel un contrato de ₽64,3 mil millones ($ 1,13 mil millones) para desarrollar un demostrador PD-35-1 para 2023, que incluye aspas de ventilador compuestas de cuerda ancha y carcasa de ventilador, una presión de compresor de 23: 1 relación, compuestos de matriz cerámica - carburo de silicio-carburo de silicio (SiC-SiC) y carbono-carburo de silicio (C-SiC) - y enfriamiento avanzado para temperaturas de 1450 °C (2640 °F). Podría impulsar el Ilyushin IL-96-400M, el avión de transporte Il-76, el petrolero Il-78 y un reemplazo del Antonov An-124. Una versión reducida cumpliría con los requisitos de empuje del An-124.

## Estructura
El grupo UEC está constituido por compañías:
- Klimov,[16] San Petersburgo (planta principal, con una antigua planta más pequeña cercana, y una nueva planta y centro de pruebas cerca al norte de la localidad de Lahta, un centro de pruebas en el área de Pskov Tver.

- Chernyshev Moscow Engineering Plant MMP, Moscú : Tushino MKB Soyuz

- JSC Kuznetsov OAO Motorostroitel, Óblast de Samara 
  - Kuznetsov Design Bureau, planta de Universalnoe, KMPO (Kazán, cerca de KAPO)
- Aerosila[17] and Beriev A-100[18] proporciona ventilador de hélices y otros, APU
- NPO Saturn,[19][20] Óblast de Yaroslavl 
  - Turborus NPO Saturn, Rybinsk
  - UEC - Turbinas de gas, (norte de la costa norte) Rybinsk Yaroslavl Oblast
  - OMKB[21] y OMO llevan el nombre de Baranov Omsk
- Planta de motores de Tyumen
- Asociación de Construcción de Máquinas de Salyut,[22] Moscú (tres plantas más una planta de prueba exterior)
- Planta de motores Naro Fominsk
- AMNTK Sojuz
- Plantas de motores Lytkarino (CAGI, CIAM, NPO Saturn, NPO Soyuz MKB Turaevo, UMPO, ODK GT)
- Aviadvigatel, región de Perm 
  - Planta de Motores de Perm, región de Perm
  - Complejo de construcción de motores de Perm, región de Perm
- JSC Star,[15] región de Perm
- UMPO
  - Motor NPP, Ufa

## Productos
Al igual que la Aviadvigatel (actualmente:Perm Motors),NPO Saturn (joint venture con Safran como PowerJet) y Shvetsov está constituido por:

### Productos actuales
- Aviadvigatel PS-12V turboeje, una actualización destinada al Mi-26 para reemplazar el motor ucraniano  Lotarev D-136
- Aviadvigatel PD-18R turbofan engranado 180 kN
- Aviadvigatel PS-30 turborreactor, variantes D-30K, D-30F6
- Aviadvigatel PS-90 turbofan, motoriza al Ilyushin Il-76, Ilyushin Il-96, Beriev A-50 y Tupolev Tu-204/214 series.
- PowerJet SaM146 (50/50% Participación entre NPO Saturn y Snecma), motoriza al Superjet 100 y Beriev Be-200.

En construcción y desarrollo
- PD-14 turbofan, motorizará al UAC MC-21
- PD-24 y PD-28 (hasta 240 y 280 kN respectivamente)
- PD-35 (hasta 300/328 kN máx. 350) para el avión de transporte An-124 y aerolíneas.

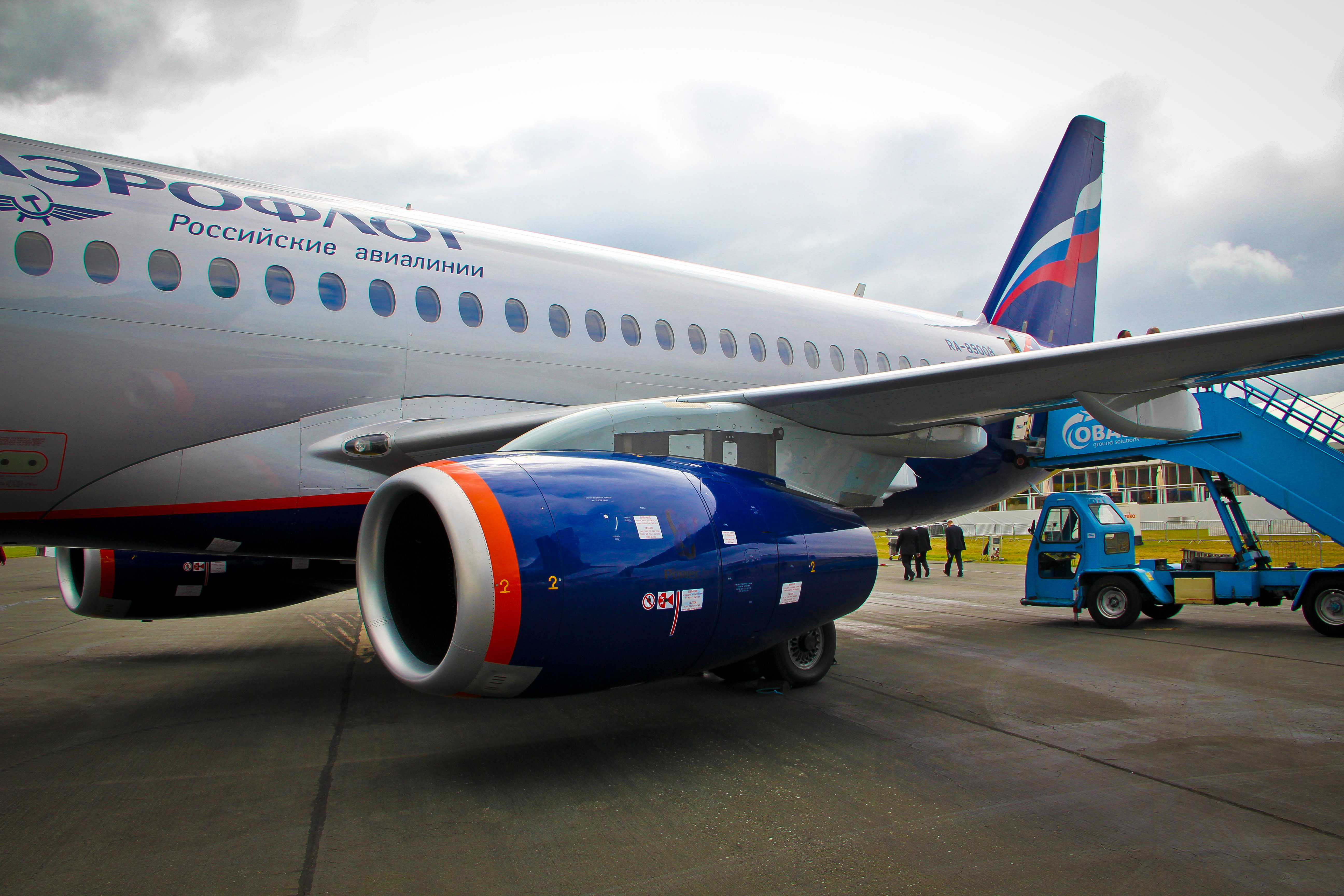
Vista de un PowerJet SaM146

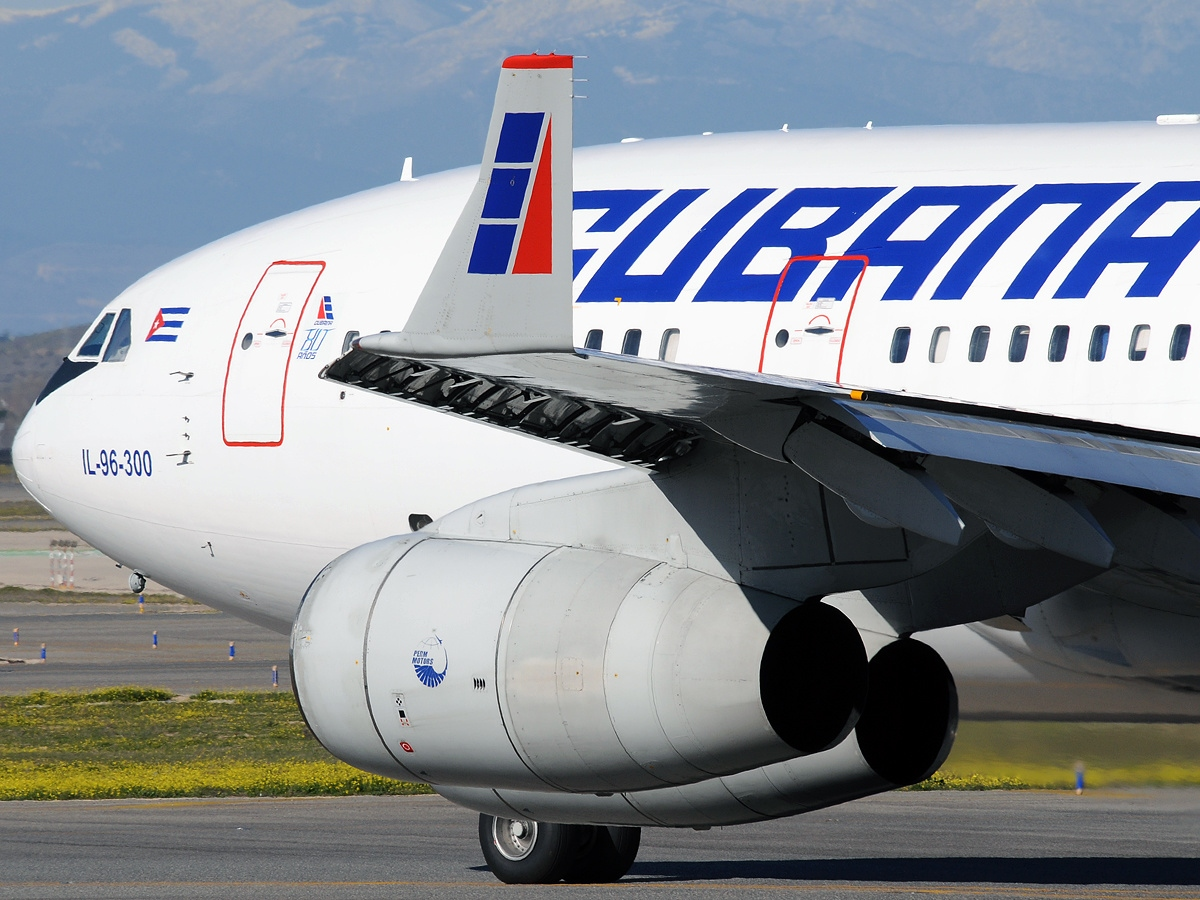
Vista del Perm PS-90 de Il-96-300 de Cubana

### Motores Shvetsov
- Shvetsov ASh-2
- Shvetsov ASh-21
- Shvetsov ASh-62/M-62
- Shvetsov ASh-73
- Shvetsov ASh-82/M-82
- Shvetsov ASh-83
- Shvetsov ASh-84
- Shvetsov M-11
- Shvetsov M-22
- Shvetsov M-25
- Shvetsov M-63
- Shvetsov M-64
- Shvetsov M-70
- Shvetsov M-71
- Shvetsov M-72
- Shvetsov M-80
- Shvestov M-81

### Motores Soloviev
- Soloviev D-20 turbofan, motoriza al Tupolev Tu-124
- Soloviev D-25 turboeje, motoriza al Mil Mi-6 y Mil Mi-10
- Soloviev D-30 turborreactor, motoriza al Tupolev Tu-134A-3, A-5, and B, Mikoyan MiG-31, Ilyushin Il-62, Ilyushin Il-76 y variantes, Beriev A-40 y al Tupolev Tu-154

## Logotipo
El logo de la Corporación Unida de Motores es que tiene el símbolo de un ventilador en el centro de un motor en rojo y la descripción en ruso significa:Объединённая двигателестроительная корпорация que significa en inglés:United Engine Corporation, al igual que tiene el mismo símbolo de NPO Saturn.